# Динамо (хоккейный клуб, Санкт-Петербург)
«Дина́мо Санкт-Петербург» — команда по хоккею с шайбой из Санкт-Петербурга, с 2016 года выступающая во Всероссийской хоккейной лиге.

## История

### В советское время
В Ленинграде с 1946 по 1954 и с 1965 по 1971 год существовал хоккейный клуб «Динамо», выступавший в хоккейных соревнованиях СССР и города. В 1971 данная команда была расформирована.

### Предпосылки воссоздания взрослой команды
В мае 2011 Сергей Черкас был назначен генеральным директором юридического лица ХК «Динамо Санкт-Петербург». Он совместно с директором школы-интерната №576 Василеостровского района Санкт-Петербурга, Натальей Скарлыгиной, занялся ремонтом катка и привлечением инвестора для школы.
В 2012 году появилась информация, что в сезоне 2013—2014 хоккейный клуб «Динамо Санкт-Петербург» вновь будет представлен в Российском чемпионате, а именно в МХЛ. Клуб сформировался по инициативе руководства СДЮСШОР «Форвард». Одновременно с молодёжной была сформирована женская хоккейная команда «Динамо Санкт-Петербург», принявшая участие в Чемпионате России по хоккею с шайбой среди женщин, а с 2015 года — в ЖХЛ. Наталья Скарлыгина стала президентом хоккейных команд. Генеральным спонсором выступил «СМП Банк».

### Возрождение
В 2016 году клуб объявил о формировании взрослой мужской команды в ВХЛ в рамках системы клуба. Мужская команда была создана на основе молодёжной команды, выигрывавших в сезоне 2015/2016 бронзу Чемпионата МХЛ, тренерский штаб молодёжной команды во главе с Леонидом Тамбиевым возглавил новую команду. Участие взрослой команды в сезоне ВХЛ было утверждено 12 июля Федерацией хоккея России. Главным спонсором стала немецкая компания «Wingas».
По итогам сезона 2016/17 команды системы «Динамо Санкт-Петербург» добились значительных успехов: главная команда клуба в ВХЛ попала в плей-офф чемпионата Высшей лиги и в серии 1/8 финала переиграла трехкратного обладателя Кубка Братины ХК «Торос» из Нефтекамска. В четвертьфинале «Братины» бело-голубые сыграли с победителем регулярного чемпионата ХК «Торпедо» (г. Усть-Каменогорск) и исход серии решился лишь в седьмом матче, в котором динамовцы уступили в гостях. Таким образом в своем дебютном сезоне «Динамо Санкт-Петербург» в ВХЛ стало 12-й командой в регулярном чемпионате и остановилось на этапе четвертьфинала. Старт проекта «Динамо» в ВХЛ в Петербурге был масштабным: в своем первом сезоне молодая петербургская команда побила рекорд посещаемости ВХЛ на закрытых аренах: на петербургском дерби «Динамо Санкт-Петербург» - «СКА-Нева», которое принимали бело-голубые, собралось 9765 зрителей. Кроме того, дебютант лиги вошёл в число самых посещаемых хоккейных клубов Европы по рейтингу IIHF, заняв в нём 84-е место и автоматически стал самым посещаемым клубом Высшей лиги.
На апрель 2017 года Наталья Скарлыгина перестала быть президентом клуба, решив полностью заняться управлением СДЮСШОР «Динамо СПб».

### Чемпионский сезон 2017/18
В сезоне 2017/18 клубом партнёром из КХЛ стал ХК «Витязь» (Подмосковье). В рамках сотрудничества 9 февраля 2018 года был проведен выставочный матч двух лиг российского хоккея ВХЛ против КХЛ в котором «Динамо» одержало победу над «Витязем» со счетом 3:2 в серии буллитов. Перед поединком основных команд  состоялся так называемый «матч друзей», в котором приняли участие тренеры, руководящий и административный составы обоих клубов. По словам участников, эта встреча может положить начало хорошей традиции.
Вместо «Wingas» спонсором стала российская компания «Газпром экспорт». По итогам регулярного чемпионата ВХЛ 2017/18 петербургское «Динамо» финишировало на первой строчке турнирной таблицы лиги, набрав 126 очков и установив тем самым новый рекорд Высшей лиги по количеству набранных турнирных баллов. В плей-офф розыгрыша первого в истории Кубка Владимира Петрова динамовцы обыграли «Молот-Прикамье», новокузнецкий «Металлург», «Зауралье» и в финале встретились с земляками из Санкт-Петербурга — «СКА-Невой». Пятый матч финальной серии вошёл в историю отечественного хоккея как самый продолжительный — игра длилась 163 минуты 36 секунд чистого времени (пятый по продолжительности матч в истории мирового хоккея). В шестиматчевой серии финала «Динамо» одержало победу со счетом 4:2 и стало обладателем Кубка Петрова, завоевав первый трофей в истории клуба.

### С 2018 года

#### Сезон 2018/2019
Сезон 2018/2019 команда начала с домашней победы в матче открытия сезона над «СКА-Невой» со счётом 1:0.
16 октября стало известно, что после нескольких лет работы в команде Леонид Тамбиев покидает клуб, а новым главным тренером становится Сергей Орешкин. Смена тренера произошла из-за неудачного старта сезона.
Перед концом сложного для команды сезона Сергея Орешкина на посту тренера меняет Егор Башкатов. Он стал временной исполняющим обязанности главного тренера. Чемпионат команда окончила на 12 строчке в турнирной таблице, а сезон, проиграв «Торосу» в серии 3:2.
9 апреля главным тренером был назначен белорусский специалист Эдуард Занковец.

#### Сезон 2019/2020
6 сентября 2019 года, в матче открытия сезона ВХЛ, команда «Динамо» уступила команде «СКА-Нева» по буллитам со счётом 2:3.
По итогам сезона, команда получила право на участие в плей-офф Кубка Петрова. Однако, розыгрыш данного трофея не был завершён из-за пандемии COVID-19. По итогам регулярного чемпионата ВХЛ команда заняла вторую строчку в таблице, став обладателем серебряных медалей.

#### Сезон 2020/2021
23 апреля 2020 года председатель Совета директоров Виктор Воронин и генеральный директор ХК «Динамо» Евгений Кровопусков объявили, что происходит слияние московских и петербургских команд «Динамо», а в КХЛ будут вызываться питерские игроки. Однако, в течение сезона игроков в петербургскую команду в командировку не отправляли. 27 января 2021 года Сергея Черкаса на посту генерального директора клуба сменил Юрий Букин. По окончании регулярного чемпионата клуб занял 7 место, вышел в плей-офф, но проиграл в полуфинале «Югре». К апрелю 2021 года петербургский клуб завершил процесс слияния с московским «Динамо», став частью клубной вертикали. По окончании контракта, 31 мая 2021 года, команду покинул главный тренер Эдуард Занковец.

### Сезон 2021/2022
3 июня 2021 года стало известно, что новым  главным тренером петербургской команды был назначен Сергей Пушков. На данный момент известно, что  Айван Занатта, являвшийся 3 сезона старшим тренером клуба, не вошёл в новый тренерский штаб.

## Результаты выступления в чемпионате ВХЛ
| Сезон   | И   | В   | ВО | ВБ | ПБ | ПО | П  | О   | Ш       | РС | Плей-офф                                                                               |
| ------- | --- | --- | -- | -- | -- | -- | -- | --- | ------- | -- | -------------------------------------------------------------------------------------- |
| 2016/17 | 50  | 22  | 2  | 3  | 3  | 3  | 17 | 82  | 120-108 | 12 | Проиграли во втором раунде: 4-2 Торос; 3-4 Торпедо                                     |
| 2017/18 | 52  | 37  | 3  | 3  | 2  | 1  | 6  | 126 | 174-82  | 1  | Выиграли Кубок Петрова: 4-1 Молот-Прикамье; 4-1 Металлург; 4-0 Зауралье; 4-2 СКА-Нева  |
| 2018/19 | 56  | 24  | 4  | 3  | 4  | 1  | 20 | 67  | 132-112 | 14 | Проиграли в первом раунде: 2-3 Торос                                                   |
| 2019/20 | 54  | 33  | 5  | 4  | 3  | 1  | 8  | 88  | 163-76  | 2  | Розыгрыш не был завершён из-за пандемии COVID-19. Победили в первом раунде: 3-1 Горняк |
| 2020/21 | 50  | 26  | 4  | 1  | 4  | 0  | 15 | 66  | 135-92  | 7  | Проиграли в полуфинале: Барс 4-2; Нефтяник Ал 3-4; Югра 4-3                            |
| Всего   | 262 | 142 | 18 | 14 | 16 | 1  | 66 | 429 | 724-470 |    |                                                                                        |

И — количество проведенных игр, В — выигрыши в основное время, ВО — выигрыши в овертайме, ВБ — выигрыши в послематчевых буллитах, ПО — проигрыши в овертайме, ПБ — проигрыши в послематчевых буллитах, П — проигрыши в основное время, О — количество набранных очков, Ш — соотношение забитых и пропущенных голов, РС — место по результатам регулярного сезона

## Достижения
Чемпионат ВХЛ
- Чемпион: 2017/2018
- Серебряный призёр (2): 2019/2020, 2021/2022

Кубок Петрова (Братина)
- Обладатель: 2018
- Финалист: 2022

Турнир имени Николая Дроздецкого
- Победитель (1): 2018
- Серебряный призёр (3): 2019, 2020, 2023

Турнир памяти В.В.Шилова
- Победитель (5): 2016, 2017, 2018, 2019, 2021
- Серебряный призёр (1): 2020

Турнир памяти Александра Дубко
- Победитель (2): 2017, 2018
- Серебряный призёр (1): 2019

## Главные тренеры и руководство клуба

### Руководство клуба
- Генеральный директор:  Юрий Борисович Букин
- Заместитель генерального директора:  Виктор Владимирович Шалаев
- Спортивный директор:  Максим Юрьевич Соловьёв

### Тренерский штаб
- Главный тренер: Игорь Гришин
- Ассистент главного тренера: Максим Кривоножкин
- Ассистент главного тренера: Алексей Пепеляев
- Тренер вратарей: Алексей Цветков
- Тренер по ОФП: Денис Коротеев

### Персонал
- Начальник команды:  Андрей Николаевич Стольников
- Врач:  Сергей Александрович Вакульчик
- Врач-массажист:  Алексей Викторович Хиврич
- Массажист:  Руслан Аркадьевич Грибников
- Сервисмен:  Артём Александрович Иванов
- Администратор:  Павел Александрович Заика
- Администратор:  Матвей Юрьевич Разумов
- Пресс-атташе:  Вадим Александрович Белогин
- Аналитик:

## Текущий состав
| №          | Игрок                | Страна  | Хват    | Дата рождения             | Рост    | Вес     |
| Вратари    | Вратари              | Вратари | Вратари | Вратари                   | Вратари | Вратари |
| ---------- | -------------------- | ------- | ------- | ------------------------- | ------- | ------- |
| 33         | Иван Сапожников      | Россия  | Левый   | 12 февраля 2002 (23 года) | 188 см  | 75 кг   |
| 99         | Денис Синягин        | Россия  | Левый   | 3 февраля 1994 (31 год)   | 184 см  | 81 кг   |
| Защитники  |                      |         |         |                           |         |         |
| 2          | Богдан Жиляков       | Россия  | Левый   | 6 апреля 2000 (25 лет)    | 182 см  | 80 кг   |
| 6          | Михаил Гордеев       | Россия  | Левый   | 5 января 2000 (25 лет)    | 196 см  | 99 кг   |
| 21         | Иван Коломийцев      | Россия  | Левый   | 14 марта 2002 (23 года)   | 180 см  | 82 кг   |
| 36         | Андрей Прибыльский   | Россия  | Правый  | 23 декабря 2000 (24 года) | 179 см  | 89 кг   |
| 44         | Иван Крылов          | Россия  | Левый   | 17 июля 1996 (28 лет)     | 186 см  | 81 кг   |
| 52         | Иван Васин           | Россия  | Левый   | 26 марта 1999 (26 лет)    | 184 см  | 88 кг   |
| 65         | Виталий Будницкий    | Россия  | Левый   | 6 марта 2002 (23 года)    | 183 см  | 77 кг   |
| 79         | Вениамин Баранов     | Россия  | Левый   | 8 января 1999 (26 лет)    | 185 см  | 90 кг   |
| 83         | Александр Шурыгин    | Россия  | Левый   | 14 ноября 1997 (27 лет)   | 183 см  | 78 кг   |
| 89         | Марк-Эмиль Малышев   | Россия  | Левый   | 1 мая 2001 (24 года)      | 194 см  | 90 кг   |
| Нападающие |                      |         |         |                           |         |         |
| 9          | Даниил Давыдов       | Россия  | Левый   | 6 марта 2004 (21 год)     | 181 см  | 80 кг   |
| 11         | Максим Петров        | Россия  | Правый  | 5 ноября 2001 (23 года)   | 181 см  | 82 кг   |
| 12         | Артём Чернов         | Россия  | Левый   | 11 мая 1997 (28 лет)      | 181 см  | 76 кг   |
| 13         | Олег Зайцев          | Россия  | Левый   | 7 января 2001 (24 года)   | 186 см  | 86 кг   |
| 16         | Иван Чурюканов       | Россия  | Левый   | 15 января 2003 (22 года)  | 186 см  | 92 кг   |
| 17         | Артём Нечаев         | Россия  | Правый  | 17 февраля 1996 (29 лет)  | 187 см  | 83 кг   |
| 19         | Сергей Монахов       | Россия  | Левый   | 20 мая 1991 (34 года)     | 175 см  | 80 кг   |
| 24         | Павел Ротенберг      | Россия  | Левый   | 29 февраля 2000 (25 лет)  | 182 см  | 81 кг   |
| 26         | Павел Пищальников    | Россия  | Правый  | 9 апреля 1996 (29 лет)    | 178 см  | 64 кг   |
| 31         | Егор Брызгалов       | Россия  | Левый   | 3 января 2001 (24 года)   | 190 см  | 91 кг   |
| 47         | Захар Малашкевич     | Россия  | Левый   | 25 октября 2002 (22 года) | 185 см  | 80 кг   |
| 51         | Антон Косолапов      | Россия  | Правый  | 30 января 2002 (23 года)  | 183 см  | 87 кг   |
| 60         | Пётр Яковлев         | Россия  | Левый   | 10 декабря 2000 (24 года) | 181 см  | 80 кг   |
| 61         | Евгений Мозер        | Россия  | Правый  | 18 мая 1993 (32 года)     | 185 см  | 90 кг   |
| 62         | Андрей Болучевский   | Россия  | Левый   | 5 января 2003 (22 года)   | 190 см  | 102 кг  |
| 68         | Иван Ларичев         | Россия  | Левый   | 29 ноября 1995 (29 лет)   | 181 см  | 90 кг   |
| 78         | Александр Комаристый | Россия  | Левый   | 15 января 1989 (36 лет)   | 175 см  | 83 кг   |
| 86         | Семён Синяткин       | Россия  | Левый   | 14 марта 2004 (21 год)    | 180 см  | 80 кг   |
| 87         | Елисей Карпов        | Россия  | Левый   | 9 июня 2004 (20 лет)      | 188 см  | 70 кг   |
| 88         | Всеволод Селиванов   | Россия  | Левый   | 9 мая 2002 (23 года)      | 179 см  | 78 кг   |
| 94         | Никита Пухов         | Россия  | Правый  | 3 ноября 1994 (30 лет)    | 182 см  | 80 кг   |
| 97         | Андрей Сигарёв       | Россия  | Левый   | 10 марта 1993 (32 года)   | 194 см  | 100 кг  |

### Закреплённые номера
- №77 навсегда выведен из обращения и закреплён за хоккеистом Тимуром Файзутдиновым[36].

## Главные тренеры
- 2016 — 16 октября 2018 — Леонид Тамбиев
- 16 октября 2018 — 18 февраля 2019 — Сергей Орешкин
- 18 февраля 2019 — 9 апреля 2019 — Егор Башкатов
- 9 апреля 2019 — 31 мая 2021 — Эдуард Занковец
- 3 июня 2021 — 15 мая 2023 — Сергей Пушков
- 15 мая — 22 ноября 2023 — Люзенков, Ярослав Игоревич
- 23 ноября 2023 — 1 мая 2024 Крикунов, Владимир Васильевич
- с 2 мая 2024 - Гришин, Игорь Владимирович

## Система клуба
В систему хоккейного клуба «Динамо Санкт-Петербург» входят:
- ХК «Динамо Санкт-Петербург», выступающий в чемпионате ВХЛ;
- ЖХК «Динамо-Нева», выступающий в чемпионате (ЖХЛ);
- МХК «Динамо Санкт-Петербург», выступающий в чемпионате МХЛ;
- МХК «Динамо-576», выступающий в НМХЛ;
- Центр развития хоккея «Динамо Санкт-Петербург»;

В сезоне 2024/2025 МХК «Динамо-Юниор», выступавший в НМХЛ отказался от участия.

## Освещение в СМИ
- С 27 ноября 2021 года при поддержке клуба на телеканале «Санкт-Петербург» выходит передача «Другая команда». С 28 ноября в эфире также транслируется матчи с участием команды ВХЛ в чемпионате.

## Хоккейная школа
С 2001 года ГБОУ Школа-интернат №576  Василеостровского района Санкт-Петербурга вела подготовку хоккеистов. В 2013 году на базе данного учреждения при поддержке московского «Динамо» был открыт профессиональный хоккейный клуб «Динамо Санкт-Петербург» и школа начала называться СДЮСШОР по хоккею Динамо Санкт-Петербург. Воспитанники спортшколы вошли в состав молодёжного хоккейного клуба «Динамо».
В 2018 году воспитанники СШОР «Динамо-Юниор» и СДЮСШОР «Динамо» вошли в состав молодёжного хоккейного клуба «Динамо-Юниор».
В 2019 году при поддержке клуба и школы «Динамо» был открыт «Центр развития хоккея "Динамо Санкт-Петербург"», объединивший момент несколько хоккейных школ Санкт-Петербурга, Лодейного поля, Калининграда и Челябинска. Возглавляет Центр развития хоккея Сергей Черкас.
В августе 2020 года из воспитанников СДЮСШОР «Динамо» 2002, 2003 и 2004 года рождения была собрана молодёжная хоккейная команда «Динамо-576».
В октябре 2020 при поддержке СДЮСШОР «Динамо» была возрождена женская хоккейная команда «Динамо» под новым названием «Динамо-Нева».
15 января 2021 года СДЮСШОР «Динамо» была преобразована в Академию ледовых видов спорта «Динамо Санкт-Петербург».

## В творчестве
- В 2013 году музыкальная группа «Бивни» выпустила для молодёжной команды гимн под названием «Играет в хоккей „Динамо“!». С 2016 года данная композиция также является гимном в матчах команды ВХЛ.
- В 2018 году музыкальный коллектив HYPAHOLIX (3xlpro & ХАРИЗМО) выпустил песню  «Динамо Санкт-Петербург» для взрослого хоккейного клуба. С тех пор песня используется во время пауз и перерывов в матчах взрослой команды.